# Strychnos ovata
Strychnos ovata là một loài thực vật có hoa trong họ Mã tiền. Loài này được A.W. Hill miêu tả khoa học đầu tiên năm 1909.